# シュワルツの補題
シュワルツの補題（ドイツ語: Schwarzsche Lemma、英語: Schwarz lemma）は、ドイツの数学者ヘルマン・アマンドゥス・シュワルツにちなむ、複素解析における正則関数の性質に関する定理である。複素関数が正則であるために満たすべき、強い制約条件の1つを端的に示し、リーマンの写像定理、ピカールの定理など、複素解析学における重要な諸定理を証明する上で重要な働きをする。

## 定理
複素関数 f (z) は 複素平面 C の単位円板 
D = {z : |z | < 1 } 上で正則かつ |f (z) | < 1 を満たし、さらに f (0) = 0 であるとする。このとき、D の任意の点 z で
{\displaystyle |f(z)|\leq |z|}
が成り立つ。
さらに D - {0} のある点 z0 で |f (z0) | = | z0 | が成り立つか、または |f ' (0) | = 1 ならば、 | a | = 1 を満たす、ある定数 a が存在して、 D で
{\displaystyle f(z)=az\ }
である。
仮定がかなり強い特殊な定理に見えるかもしれないが、これは正規化の結果であり、実際は広く用いることのできる一般的な定理である。

## 証明
まず定理の前半を証明する。
{\displaystyle g(z)={\frac {f(z)}{z}}}
とおくと、g (z) は D - {0} で正則である。また
{\displaystyle \lim _{z\to 0}g(z)=\lim _{z\to 0}{\frac {f(z)-f(0)}{z}}=f'(0)\ }
であり、 g (z) は 0 でも正則であるから、結局 g (z) は D 全体で正則である。
0 < r < 1 である実数 r を任意に選び、半径 r の円周 {z : |z | = r } を Cr 、その内側の領域 {z : |z | < r } を Dr とする。
最大絶対値の原理から  Dr ∪ Cr 上では |g (z) | は最大値を Cr 上で取る。このとき D 上で |f (z) | < 1 という条件から、 Dr ∪ Cr 上で |g (z) | < 1 / r が成り立つ。
r を任意に 1 に近づけることを考えれば、 D 内の任意の点で |g (z) | は 1 を超えることができないことがわかる。実際、D 内のある点 z0 で |g (z0) | > 1 になったと仮定すると、 Dr が z0 を含み、さらに |g (z0) | > 1 / r となるように r を選ぶことができるので、矛盾が発生する。従って
{\displaystyle \forall z\in D,\ |g(z)|\leq 1}
が成り立つ。これを言い換えれば
{\displaystyle \forall z\in D,\ |f(z)|\leq |z|}
である。
後半を証明する。
D - {0} のある点 z0 で |f (z0) | = |z0 | であれば、 |g (z0) | = 1 である。または |f ' (0) | = 1 であれば g (0) = f ' (0) であるから |g (0) | = 1 である。どちらの場合でも、前半の証明から D 上で |g (z) | ≤ 1 であるので、最大絶対値の原理から g (z) は D で  |g (z) | = 1 を満たす定数である。
これを a とおけば f (z) = az であり、定理の主張の通りである。